# مساهمون لعلم الكون
هذه قائمة جزئية لأشخاص كانوا قد قدموا مساهمات كبيرة لتطور علم الكون العام. إحدى القواعد الأساسية البسيطة لمن ينتمي هنا هي ما إذا كانت مساهمتهم معترف بها في معظم الكتب التعليمية الجامعية المعيارية الخاصة بالنسبية العامة.

## ب
- آرنو بينزياس (اكتشف مع ويلسون إشعاع الخلفية الميكروني الكوني)

## ج
- جورج جاموف (عمل على نظرية تخليق الانفجار العظيم النووي)

## د
- فيليم دي سيتر (من أوائل علماء النسبية؛ أعطى أول نموذج كوني يتوقع الانزياح الأحمر)

## س
- جورج سموت (اكتشف لاتناحية إشعاع الخلفية الميكروني الكوني)

## ف
- ألكسندر فريدمان (اشتق معادلات التوسع الكوني)

## م
- جون ماثر (اكتشف طبيعة الجسم الأسود لإشعاع الخلفية الميكروني الكوني)
- إدوارد آرثر ميلن (قام بتسمية المبدأ الكوني، ودافع عن منافس كبير لعلم الكون المعتمد على النسبية العامة خلال ثلاثينيات القرن العشرين)

## ه
- إدوين هابل (قام بصياغة قانون المسافة للانزياح الأحمر التجريبي للمجرات)

## و
- روبرت ويلسون (اكتشف مع بينزياس إشعاع الخلفية الميكروني الكوني)